# Little Boots dalainak listája
Az alábbi listán Little Boots brit énekesnő összes hivatalosan megjelent dala látható. Ezek közé értendőek azok a felvételek is, melyeken csak közreműködött.
| Ábécé szerinti tartalomjegyzék                      |
| --------------------------------------------------- |
| A B C D E F G H I J K L M N O P Q R S T U V W X Y Z |

## C
- Catch 22 (Hands, 2009)[1]
- Click (Hands, 2009)[1]

## E
- Earthquake (Hands, 2009)[1]
- Every Night I Say a Prayer

## G
- Ghost (Hands, 2009)[1]

## H
- Headphones (2012)[2]
- Hearts Collide (Hands, 2009)[1]

## L
- Love Kills (Little Boots, 2009)[3]

## M
- Magical (Illuminations, 2009)[4]
- Mathematics  (Hands, 2009)[1]
- Meddle (Arecibo, 2008)[5]

## N
- New in Town (Hands, 2009)[1]
- No Brakes (Hands, 2009)[1]
- Not Now (Illumination, 2009)[4]

## R
- Remedy (Hands, 2009)[1]

## S
- Shake (2011)[6]
- Stuck on Repeat (Arecibo, 2008)[5]
- Symmetry (közreműködik Philip Oakey) (Hands, 2009)[1]

## T
- Tune Into My Heart (Hands, 2009)[1]

## W
- Work it Out (Sirens szám Little Boots közreműködésével, 2009)[7]